# Acarterus stuckenbergi
Acarterus stuckenbergi är en tvåvingeart som beskrevs av Sinclair 1996. Acarterus stuckenbergi ingår i släktet Acarterus och familjen puckeldansflugor. Inga underarter finns listade i Catalogue of Life.